# Pseudophegopteris bukoensis
Pseudophegopteris bukoensis là một loài thực vật có mạch trong họ Thelypteridaceae. Loài này được (Tagawa) Holttum miêu tả khoa học đầu tiên năm 1969.